# Martina von Trapp
Martina von Trapp (Klosterneuburg, 17 febbraio 1921 – Stowe, 25 febbraio 1951) è stata una cantante austriaca naturalizzata statunitense, membro della Trapp Family Singers e settima figlia di Georg Ludwig von Trapp e della sua prima moglie Agathe Whitehead.
Fu un membro dei Trapp Family Singers, che ispirò gli autori del musical The Sound of Music. Ella venne illustrata nel personaggio "Gretl".

## Biografia
Prese in nome dalla casa in cui nacque, Martinsschlössel. Trascorse la sua infanzia a Klosterneuburg e poi a  Salisburgo con i fratelli Rupert von Trapp (1911-1992), Agathe von Trapp (1913-2010), Maria Franziska von Trapp (1914-2014), Werner von Trapp (1915-2007), Hedwig von Trapp (1917-1972), e Johanna von Trapp (1919-1994). La famiglia si trasferì da Zell-am-See a Klosterneuburg dopo che la loro casa a Zell-am-See, chiamata Kitzsteinhorn, venne inondata dalle acque del lago. Visse, per un breve tempo, in una casa chiamata "Erlhof", vicino alla casa della nonna materna e delle zie.
Quando Martina aveva un anno e mezzo, morì la madre durante un'epidemia di scarlattina. Tre anni più tardi, Georg von Trapp trasferì la sua famiglia a Aigen, vicino a Salisburgo.
Nel 1926, si ammalò sua sorella maggiore Maria Franziska e non poté più frequentare la scuola. Per consentire la continuità dell'istruzione di Franziska, il padre chiese alle monache che le mandassero una istitutrice. Le monache le mandarono allora la novizia Maria Augusta Kutschera, che finì con lo sposare Georg von Trapp l'anno seguente. Georg e Maria Augusta ebbero tre figli: Rosemarie von Trapp (1929), Eleonore von Trapp (1931), e Johannes von Trapp (1939).
Negli anni trenta, Georg andò incontro ad alcuni dissesti finanziari. Maria Augusta, che aveva insegnato ai bambini il canto, organizzò una serie di concerti per far fronte alle necessità della famiglia.
Divenne poi cittadina degli Stati Uniti nel 1948.

## Carriera
La famiglia lasciò l'Austria nell'estate del 1938 dopo aver rifiutato di cantare in occasione della festa di compleanno di Hitler a Berchtesgaden in Germania. Si spostarono clandestinamente in Italia, ma poco dopo si trasferirono negli Stati Uniti. Martina aveva allora circa diciassette anni. Ella cantò come secondo soprano nel coro di famiglia, assieme alla sorella Maria Franziska von Trapp.
Martina sposò il franco-canadese Jean Dupiere nel 1949. Nonostante amasse cantare con gli altri membri della sua famiglia, fu costretta a sospendere le tournée del 1950-1951 perché in attesa del suo primo figlio. Mentre la famiglia era in tournée nell'ovest degli Stati Uniti, nell'inverno del 1951, mise al mondo la figlia Notburga, morendo subito dopo per complicazioni successive al parto cesareo; fu la prima dei fratelli von Trapp che venne a mancare. Venne tumulata nei Trapp Family Lodge Grounds, presso la casa di famiglia nel Vermont vicino al padre. La matrigna e cinque fra i suoi fratelli e sorelle, vennero successivamente sepolti vicino a lei.